# Artisti Associati
La Artisti Associati (o Artisti Associati International, Artisti Associati New Media) è stata una società di produzione e distribuzione cinematografica italiana fondata nel 1984 da Renzo Rossellini.
Tra i film portati in sala dalla Artisti Associati spiccano Nightmare - Dal profondo della notte, Robin Hood - Principe dei ladri, Ace Ventura - L'acchiappanimali e, in collaborazione con la 20th Century Fox, True Lies e Strange Days.
Da non confondere con l'omonima società che dagli anni 1930 agli anni '50 ha distribuito in Italia i film della United Artists.